# 空想的飛行機械們
《空想的飛行機械們》（空想の空とぶ機械達）為吉卜力工作室製作，於吉卜力美術館在2002年至2004年期間館內播放的動畫短片。

## 劇情簡介
動畫由豬臉孔造型的宮崎駿登場來擔任旁白的角色，負責解說介紹在過去19世紀裡，人類在小說裡所描繪能在空中飛行的各樣異想發明。

## 製作群
- 原作・劇本・導演：宮崎駿
- 製作人：鈴木敏夫
- 作畫導演：米林宏昌
- 美術導演：武重洋二
- 數位畫面製作導演：
- 原畫：二木真希子、賀川愛、山田憲一、松瀬勝、山森英司、中村勝利、小野田和由、松尾真理子、田村篤
- 色彩設計：保田道世
- 背景：長田昌子、吉田昇、男鹿和雄
- 動畫檢驗：舘野仁美
- 動畫演出：奥井敦
- 畫面協調處理：高屋法子
- 錄音：林和弘
- 音樂：久石譲

## 配音人員
- 旁白：宮崎駿

## 其它
從2007至2009年期間，此動畫被日本航空選用在機上播放。

## 外部連結
- Ghibli Freak：（日語）